# Julien Dutel
Julien Dutel est un auteur, réalisateur et acteur français, né le 24 octobre 1979 en Isère.

## Biographie
Julien Dutel est né dans le département de l'Isère le 24 octobre 1979. Après un DEUG d'anglais, il est élève de l'Acting Studio Lyon de 1999 à 2002. Il aura comme professeurs Alexis Hénon, Joëlle Sevilla et Alexandre Astier. Depuis 2012, il est actif dans le doublage et l'adaptation de séries animés japonaises.
Actuellement, il présente une émission sur le jeu de rôle en compagnie de nombreux comédiens de doublage, intitulée « Role’n Play ».

## Filmographie
- 2000 : Mélusine ou les Raisons de vivre, de Damien Deveaux
- 2000 : Maxime, court métrage produit par ACFA
- 2001 : Le Dernier Contrat, de Franck Rabellino
- 2002 : Disco Furya, de David Godefroye
- 2002 : Lyon Police Spéciale, de Dominique Tabuteau
- 2004 : Kaamelott, d'Alexandre Astier : Kay, le sonneur de cor

## Théâtre
- 2002 : George Dandin ou le Mari confondu , de Molière
- 2003 : Le Cid, de Corneille
- 2003 : Le Songe d'une nuit d'été, de William Shakespeare
- 2004 : La Fille bien gardée, d'Eugène Labiche

## Doublage

### Cinéma
- Thomas Kretschmann dans :
  - Deliver Us (en) (2023) : le père Saul
  - Surclassée (2024) : Arnold Grant
- 2014 : L'Affaire Jessica Fuller : Edoardo (Valerio Mastandrea)
- 2014 : Housebound : Amos (Glen-Paul Waru)
- 2016 : Riphagen : Dries Riphagen (Jeroen van Koningsbrugge)
- 2025 : À contre-sens : Londres : Travis MacKay (Jason Flemyng)

### Séries télévisées
- Black Mirror (saison 3)
- Power Rangers : Dino Charge : Heckyl (Ryan Carter), Snide, Lord Arcanon, rôles secondaires
- Deputy : Cade Walker (Brian Van Holt)
- Scream (saison 3) : Amir Ayoub (C.J Wallace)

### Séries d'animation
- Accel World : Ash Roller, Crimson Kingbolt, voix additionnelles
- Baccano : Placido Russo, Gustave Saint Germain, Ronnie Sukiart, Dallas Genoard
- Blood Blockade Battlefront : Klaus, Deldro
- Broken Blade : Broaches
- Btooom! : Kiyoshi Taira
- C - Control : Soichiro Mikuni, voix additionnelles
- Cashern Sins : Dune, voix secondaires
- Deadman Wonderland : Kyomasa Senji, Hagire Rinichirō, Mōzuri Gazuchi, Kōzuji Kazumasa
- Death Parade : Occulus, Yousuke Tateishi
- Fangbone : Drool
- Fate/Stay night : Unlimited Blade Works : Cú Chulainn
- Full Metal Panic
- Gangsta : Nicolas Brown
- Grimgar : Ranta
- Grimoire of Zero : Mercenaire, voix additionnelles
- Katanagatari : Uneri Ginaku, Azekura Kanara, Kiki Shikizaki, Shogun, voix additionnelles
- Kids on the slope : Junichi Katsuragi
- Letter Bee : Dr Thunderland Junior, Lawrence
- Le Garçon d'à côté : Mitsuyoshi Misawa
- Suisei no gargantia : Flange
- Jormungand : Lem
- Sawako : Ryu Sanada, voix additionnelles
- Parasyte : Goto
- Skip beat : Lory Takarada, voix additionnelles
- Bottersnikes and Gumbles : Le Roi, Ronflon
- Romeo X Juliet : Montaigu, divers
- Stein's Gate : Mr Braun
- Stretch Armstrong : Omnimass, Rook, Stretch Monster
- Higurashi : Mamoru Akasaka (2esérie et OVA)
- Sword Art Online : Agil, Akihiko Kayaba, Vassago Casals, Eugene, une des limaces (saison 1)
- The Tatami Galaxy : Watashi
- Zetman : Evol Leader, Fire Player
- 2024 : Secret Level : le roi Aelstrom[n 1]

### Jeux vidéo
- 2016 : Agatha Christie: The ABC Murders : Hercule Poirot (version anglaise) / Arthur Hastings et Franklin Clarke (version française)

## Auteur, metteur en scène et réalisateur
- 2005 : Contes en chemin, pièce de théâtre
- 2006 : Les Enfants du Dieu Serpent, CD d'ambiances
- 2007 : L'Odyssée de Peillonnex, pièce de théâtre
- 2007 : D.E.A.D, court métrage